# سیکلوهگزان‌هگزون
سیکلوهگزان‌هگزون (به انگلیسی: Cyclohexanehexone) با فرمول شیمیایی C۶O۶ یک ترکیب شیمیایی با شناسه پاب‌کم ۶۸۲۴۰ است. که جرم مولی آن ۱۶۸٫۰۶ g/mol می‌باشد. 